# Ford Thames Trader
Der Ford Thames Trader war ein Lkw, den Ford of Britain im Werk Dagenham für den europäischen Markt (außer Deutschland) produzierte. Der Trader wurde auch nach Südafrika, Indonesien und Australien exportiert. Ab 1963 wurde der Trader auch von Ebro in Spanien als Ebro C-400, C-500 und C-550 produziert. Ebenfalls ab 1963 begann die Produktion bei Otosan in der Türkei und im Ford Werk in Rhodesien – Ägypten, nach dem Ende der Produktion in England als Ford K-Serie.

## Thames Trader FC-Serie
Im März 1957 stellt Ford England die neue Thames Trader FC-Serie (FC für Forward Control) als Nachfolger des Fordson Thames ET und des Fordson E83W vor. Die neuen LKW 40 und 55 waren die vielseitigsten, die Ford England bis dahin baute, da die Nutzlast nun von zwei bis sieben Tonnen reichte. Das Design orientierte sich an der amerikanischen Ford C-Serie und hob sich deutlich von anderen Nutzfahrzeugen der gleichen Zeit ab, da damals Kurzhauber absolut unüblich waren. Als Motoren kamen 4- oder 6-Zylinder Diesel- oder Ottomotoren zum Einsatz. Neben Pritschenwagen wurde er auch als Fahrgestell produziert, die von Aufbauern mit verschiedensten Aufbauten, beispielsweise auch als Omnibus versehen wurden.

## MK II und Trader NC

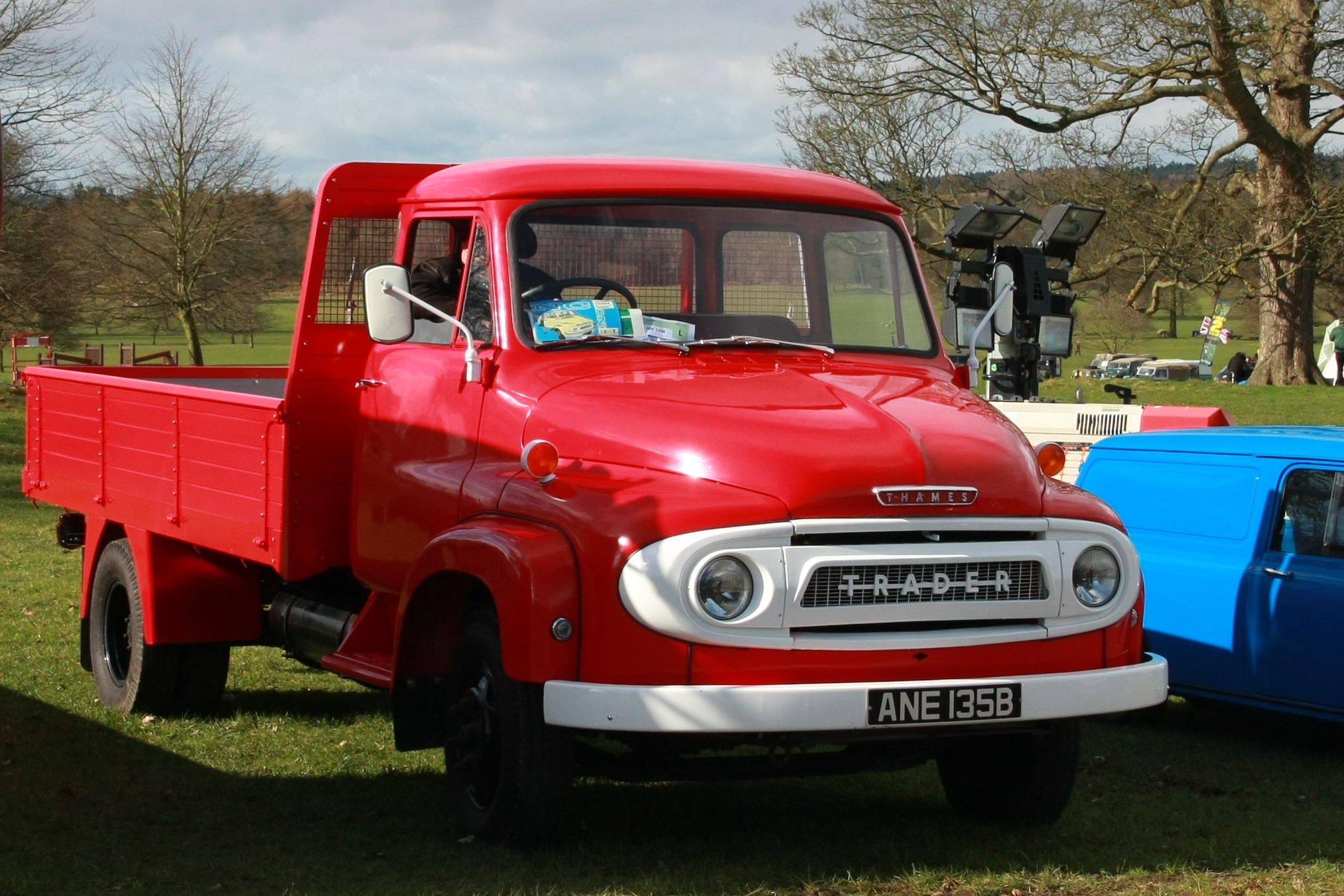
1964 Thames Trader NC

Mitte 1962 wurde der Trader FC überarbeitet und als MK II eingeführt. Man konnte nun auch ein konventionelles Führerhaus NC (NC für Normal Control) und eine 17-Tonnen-LKW-Zugmaschine ordern. Die NC-Modelle besaßen das Führerhaus der deutschen Ford FK-Serie, deren Produktion 1961 eingestellt wurde. 1965 wurde die Produktion in England eingestellt, während das Modell in der Türkei und Ägypten für den außereuropäischen Markt weiterproduziert wurde. Das Fahrzeug, das die Lücke füllte, die der NC hinterlassen hatte, war der mittelschwere Lkw der Ford A-Serie. Die A-Serie kam 1973 auf den Markt, 8 Jahre nachdem die Produktion der NC-Serie eingestellt wurde.